# Proviadana lita
Proviadana lita är en insektsart som beskrevs av Morgan Hebard 1933. Proviadana lita ingår i släktet Proviadana och familjen vårtbitare. Inga underarter finns listade i Catalogue of Life.